# Adriana Ballesteros
Adriana Esther Fléiderman Ballesteros (Quilmes, 30 de noviembre
de 1963) es una escritora de cuentos infantiles y periodista argentina.

## Actividades y publicaciones
Es una de las personalidades destacadas de la cultura de Quilmes, en el área literatura https://es.wikipedia.org/wiki/Quilmes#Arte_y_Cultura
Miembro junto a Fernando Alba y Mercedes Colombo de la Convocatoria Literaria Anual del Fondo Editorial Rionegrino Categoría Literatura infantil y juvenil. https://fer.rionegro.gov.ar/articulo/50537/gran-participacion-y-jurado-de-excelencia-en-la-convocatoria-anual-del-fer?n=NDMyOzc1Ng
Miembro del jurado junto con Germán Caceres y Martín Doria del premio SADE FAJA DE HONOR Categoría Literatura Infantil 2019 al 20221

Coordinó la colección Albatros de la Editorial Mondragón.
Estuvo a cargo de la sección literatura de la revista Mastermagazine.
Fue colaboradora de la revista cultural Radar ―suplemento semanal del diario Página/12 (Buenos Aires)―.
Es autora de los libros que componen la colección Cuando era Pequeño, de la editorial Cromosoma (de España).
Actualmente reside de la localidad de Don Bosco, en el partido de Quilmes, ubicado en el sur del Gran Buenos Aires.

## Obra
- Cuentos de detectives para amigos inseparables, de Adriana Ballesteros, ilustrado por Aleta Vidal, publicado por la editorial Letra Impresa es uno de los libros seleccionados para representar a Argentina en la Feria Internacional del Libro de Frankfurt 2022.https://www.cancilleria.gob.ar/es/actualidad/noticias/la-cancilleria-presentara-una-seleccion-de-mas-de-300-libros-argentinos-en-la

- Los zapatos dorados, de Adriana Ballesteros ―e ilustrado por Isabel Riera― fue seleccionada por el Centro Internacional Isabel Schon de Libros en Español para Niños y Jóvenes de la Biblioteca Pública de San Diego (Estados Unidos) como una obra de gran mérito entre todas las publicadas alrededor del mundo. Según indica la propia Biblioteca Pública de San Diego:

Este libro merece ser leído por niños y adolescentes de habla hispana e inglesa para elevar su comprensión y apreciación de los pueblos y de la cultura de América Latina, España y de la población de origen hispanoamericano de los Estados Unidos. La obra se ha seleccionado por su calidad artística y literaria, presentación y atractivo para el público a quien se dirige.
- La Antología "Historias desde casa" publicado por Ekeka ganó el premio ALIJA a la mejor antología de libros para niños publicados durante 2020-2021. https://editoriales.conabip.gob.ar/novedades/historias-desde-casa

https://www.lanacion.com.ar/tecnologia/historias-casa-e-book-solidario-leer-cuarentena-nid2371176/
Además es autora de:
- Cuentos de detectives o la Trenza robada libro en papel - Editorial Letra Impresa Argentina
- Amadeus Mozart. Reedición - Editorial Bruño Perú
- Cristian Andersen. Reedición - Editorial Bruño Perú
- Leonardo Da Vinci. Reedición - Editorial Bruño Perú
- La trenza dorada y otros relatos. Ebook - Editorial Bruño Perú
- Los zapatos dorados (reedición). Editorial Bruño Perú
- Todo es aventura. Antología - Editorial AZ Argentina https://www.az.com.ar/detalle/594/todo-es-aventura
- La red company y otros relatos. Editorial El Arca de México.
- Lío entre letras. Editorial El Arca de México
- El reino sucio y Viceversa. Editorial Panamericana, Colombia
- Cuentos para contar. Editorial Letra impresa, Argentina
- Zapatos rojos de charol[7]
- Abuela Clementina. Editorial Cuenta Conmigo Ediciones, Argentina
- Clementina y Truf. Buenos Aires: Cuenta Conmigo.
- Hadas de agua. Buenos Aires: Cuenta Conmigo.[8]
- Hada de aire. Buenos Aires: Cuenta Conmigo.
- Vida de las hadas. Buenos Aires: Cuenta Conmigo.[9][10]
- En busca de las palabras mágicas, Editorial Selector de México[11]
- Los cuentos de Villa Disparate[12]
- Las Tres Mellizas y Leonardo da Vinci, Editorial Cromosoma de España
- Las Tres Mellizas y Wolfgang Amadeus Mozart, Editorial Cromosoma de España
- Las Tres Mellizas y H. C. Andersen, Editorial Cromosoma de España
- Multicuentos de colores maravillosos para los más chiquitos 1, Editorial Barcelbaires
- Multicuentos de colores maravillosos para los más chiquitos 2, Editorial Barcelbaires
- Multicuentos de colores maravillosos para los más chiquitos, Leyendas Argentinas, Editorial Barcel Baires
- Se enloquecieron los números, Editorial Educar de Colombia[13]
- El festín de las letras, Editorial Educar de Colombia
- La soga de Plug, Editorial Educar de Colombia
- El mágico mundo de las hadas, Editorial Grupo Clasa - Latinbook de Argentina
- Cuentos con hadas, Editorial Grupo Clasa - Latinbook de Argentina
- Cuentos con piratas  Editorial Clasa Argentina- Latinbooks de Argentina.
- Cuentos con dragones  Editorial Clasa Argentina- Latinbooks de Argentina.
- Entre dragones y seres fantásticos  Editorial Clasa Argentina- Latinbooks de Argentina.
- Cuentos mágicos de Hadas y princesas  Editorial Clasa Argentina- Latinbooks de Argentina.
- Mis cuentos preferidos  Editorial Clasa Argentina- Latinbooks de Argentina.
- Cuentos para cuidar el planeta  Editorial Clasa Argentina- Latinbooks de Argentina.
- El mágico mundo de los magos,  Editorial Clasa Argentina- Latinbooks de Argentina.
- El mundo del cuento, tomo I, Editorial Clasa Argentina
- El mundo del cuento tomo II, Editorial Clasa Argentina
- Cuentos para leer y crear,  Editorial Clasa Argentina
- Cuentos para cocinar,  Editorial Clasa Argentina
- Cuentos para jugar, Editorial Clasa Argentina
- El gran libro de las princesas, Editorial Clasa Argentina
- La zeta, relato incluido en Antología Cuentos de letras, editorial Letra impresa, Argentina
- Un vestido de agua, relato incluido en Antología Un príncipe, tres princesas, editorial Letra impresa, Argentina
- Capítulo tres: relato en Antología Un lugar en la memoria, Editorial Terramar Argentina
- Arpías, relato en la antología Todo es aventura, editorial Z de Argentina.
- Cuentos en la antología Cosquillas Amarillas 1, Editorial Kapeluz
- Cuentos en la antología Cosquillas Amarillas 2, Editorial Kapeluz
- Cosquillas Amarillas 3, Editorial Kapeluz
- Cuentos para el Manual Azulín Azulado, Editorial Santillana
- Cuentos para el Manual Azulín Azulado, Editorial Alfaguara Boliviana
- Cuentos para Chicos, Revista Anteojito
- Cuentos para los Manuales Mauro y Emilianivel inicial- I - II- III- y IV de la editorial Cántaro ediciones - Puerto de Palos Argentina
- Efemérides Argentinas, Editorial Barcel Baires
- Cuentos para libromanía, editorial Alfaguara Argentina
- Zorro policía, Editorial Quirquincho
- La excursión, Editorial Quirquincho
- Zorro aventurero, Editorial Quirquincho
- Sucesos argentinos, Editorial Formación Educativa

Además fue autora de diversos cuentos, notas y fascículos publicados en diarios y revistas argentinas:
- Cuentos publicados en la revista Alfa Beto, suplemento infantil del diario Uno de Mendoza
- Cuentos publicados por la revista La Nación de los Chicos que acompañaba el diario La Nación
- Notas sobre ecología, Revista Disney Explora
- Manual de Historia argentina (sale en forma de fascículos con el diario Río Negro y otros diarios del interior).
- Guion de la historieta «Jugando con Hugo» de la revista Magic
- Más datos en https://www.isbn.org.ar/web/busqueda-avanzada-resultados.php Archivado el 30 de enero de 2020 en Wayback Machine.